# Clarence Nash
Clarence Nash (7. december 1904 – 20. februar 1985) var en amerikansk skuespiller og stemmeskuespiller, der har lagt stemme til Anders And lige fra hans debut i Den kloge lille høne (Engelsk: The Wise Little Hen) til sin død .